# تيلماريو دي أروجو ساكرامينتو
تيلماريو دي أروجو ساكرامينتو (بالبرتغالية: Telmário de Araújo Sacramento‏) (مواليد 11 نوفمبر 1983 في ساو دومينغوز - البرازيل) لاعب كرة قدم برازيلي يلعب حاليا لصالح نادي الدرجة الأولى تينيريفي الإسباني منذ 2009 في مركز المهاجم .

## روابط خارجية
- تيلماريو دي أروجو ساكرامينتو على موقع رابطة كرة القدم اليابانية للمحترفين (اليابانية)
- تيلماريو دي أروجو ساكرامينتو على موقع قاعدة بيانات كرة القدم.إي يو (الإنجليزية)
- تيلماريو دي أروجو ساكرامينتو على موقع Soccerway.com (الإنجليزية)
- تيلماريو دي أروجو ساكرامينتو على موقع عالم كرة القدم.نت (الإنجليزية)